# 이창훈 (1995년)
이창훈(1995년 11월 16일 ~ )은 대한민국의 축구 선수이다 포지션은 수비수, 공격수이다. 현재 충북 청주 FC소속이다.

## 가족 관계
형 : 이창근